# San Martino sulla Marrucina
San Martino sulla Marrucina ist eine italienische Gemeinde (comune) mit 842 Einwohnern (Stand 31. Dezember 2023) in der Provinz Chieti in den Abruzzen. Die Gemeinde liegt etwa 14 Kilometer südsüdöstlich von Chieti und gehört zur Unione delle Colline Teatine.

## Geschichte
Die Gemeinde wurde im 10. Jahrhundert gegründet.

## Weinbau
In der Gemeinde werden Reben der Sorte Montepulciano für den DOC-Wein Montepulciano d’Abruzzo angebaut.

## Persönlichkeiten
- Giovanni de Sanctis (* 1949), Astronom

## Verkehr
Durch die Gemeinde führt die Strada Statale 81 Piceno Aprutina von Ascoli Piceno nach Casoli.